# Louis Martinet
Pour les articles homonymes, voir Martinet.
Louis Martinet, né à Paris le 19 mars 1814 et mort à Asnières-sur-Seine le 4 janvier 1895,, est un peintre, galeriste et directeur de théâtre français.

## Biographie
Louis Martinet suit des études de peinture à l'École des beaux-arts de Paris dans l'atelier du baron Gros et commence une carrière de peintre, mais se trouve contraint d'y renoncer en raison d'une maladie des yeux. En 1849, il entre comme inspecteur dans l'administration des Beaux-Arts où, jusqu'en 1855, il est  chargé de l'organisation des Salons. En conflit avec sa direction, il démissionne en 1857 et devient agent artistique auprès de grands collectionneurs. 
En 1859, il s'associe avec le marchand d'art François Petit pour organiser une rétrospective de l'œuvre du peintre Ary Scheffer au profit de la Caisse de secours de l'association des artistes peintres, sculpteurs, architectes et dessinateurs. L'exposition a lieu dans une galerie construite dans le jardin du marquis d'Hertford, au 26, boulevard des Italiens à Paris. En 1860, ils y organisent de nouveau deux expositions, l'une d'art contemporain, concurrente du Salon, l'autre sur la peinture française du XVIIIe siècle où sont notamment présentés 25 tableaux de Jean-Baptiste-Siméon Chardin. 
En 1861, Louis Martinet reprend seul la direction de la galerie, qu'il transforme en exposition permanente, dont l'entrée est payante, aucune commission n'étant prélevée sur la vente des œuvres exposées. Il y exposera notamment Jean-François Millet, Jules Dupré, Théodore Rousseau, James McNeill Whistler, Pierre Puvis de Chavannes, Gustave Courbet (1863), Honoré Daumier ou Édouard Manet, qui y fera sa première exposition personnelle en 1863.
La même année, il fonde le Le Courrier artistique, revue hebdomadaire sur l'actualité artistique, puis crée, avec Théophile Gautier, la Société nationale des beaux-arts, qui regroupe plus de 200 peintres et sculpteurs, dont « le principe est le droit d’auteur en peinture, — le profit légitime et équitable que l’artiste doit pouvoir tirer de l’exposition qui se fait de son œuvre » dans le but de « rendre les artistes indépendants et leur apprendre à faire eux-mêmes leurs affaires ». Les expositions ont lieu dans la galerie de Martinet, boulevard des Italiens.
Porteur d'un projet d'expérience artistique totale et de fusion des arts, Martinet élargit aussi les activités de sa galerie en y organisant des concerts, dirigés notamment par Hector Berlioz, Félicien David, Georges Bizet ou Camille Saint-Saëns, et des lectures et conférences, données par des hommes de lettres comme Alexandre Dumas fils ou Théophile Gautier.
La galerie peine toutefois à trouver son public et ne parvient pas à atteindre un équilibre économique. Elle cesse ses activités en 1865 et est reconvertie en théâtre, le théâtre des Fantaisies-Parisiennes, dont la direction est d'abord assurée par Jules Champfleury.
Martinet, pour sa part, commence une nouvelle carrière de metteur en scène qui le conduit à la direction du Théâtre-Lyrique. Mais l'incendie du théâtre, pendant la Commune, le mène à la ruine. Il revient ensuite à la peinture et anime, dans les années 1880, le Cercle des arts libéraux, où Auguste Rodin et Auguste Renoir exposent parfois. Il ouvre enfin une nouvelle galerie sur le boulevard des Italiens, où il organise notamment une exposition Georges Seurat en 1887.
En octobre 1894, il travaille à ses mémoires.
Louis Martinet meurt le 4 janvier 1895 et est inhumé le 8 janvier à Paris au cimetière du Montparnasse.